# Waseelah Saad
Waseelah Fadhl Saad (arab. وسيلة فضل سعد ur. 25 listopada 1989, Aden) – jemeńska lekkoatletka, sprinterka, olimpijka.
Zawodniczka reprezentowała swój kraj na igrzyskach w Pekinie (2008), startując w biegu na 100 metrów kobiet - odpadła w biegu kwalifikacyjnym z czasem 13,60 s.

## Rekordy życiowe
| Dystans            | Wynik (s) | Miejsce | Data             |
| ------------------ | --------- | ------- | ---------------- |
| bieg na 100 metrów | 13.60     | Pekin   | 16 sierpnia 2008 |